# Fußball-Oberliga West
Fußball-Oberliga West byla jedna z pěti skupin Oberligy, nejvyšší fotbalové soutěže na území Německa v letech 1945 – 1963. Vytvořena byla v roce 1947 britskou okupační správou. Pořádala se na území Severního Porýní-Vestfálska. Vítězové jednotlivých skupin Oberligy postupovaly do celostátní soutěže, která trvala necelý měsíc, v níž se kluby utkávaly vyřazovacím způsobem.
Zanikla v roce 1963 po vytvoření první ligové soutěže na území Německa (Bundesliga).

## Nejlepší kluby v historii - podle počtu titulů
Zdroj: 
| Vítězové nejvyšší ligové soutěže |        |                                    |
| Klub                             | Tituly | Vítězné ročníky                    |
| Borussia Dortmund                | 6      | 1947, 1948, 1949, 1953, 1956, 1957 |
| 1. FC Köln                       | 5      | 1954, 1960, 1961, 1962, 1963       |
| Rot-Weiss Essen                  | 2      | 1952, 1955                         |
| FC Schalke 04                    | 2      | 1951, 1958                         |
| Westfalia Herne                  | 1      | 1959                               |

## Vítězové jednotlivých ročníků
Zdroj: 
| Fußball-Oberliga West (1947 – 1963)                                           |                       |                                 |                      |
| Ročník                                                                        | Vítěz Oberligy        | Umístění v německém mistrovství | Německý mistr        |
| 1947 – 1948                                                                   | Borussia Dortmund (1) | bez účasti                      | 1. FC Norimberk      |
| 1948 – 1949                                                                   | Borussia Dortmund (2) | Finále                          | VfR Mannheim         |
| 1949 – 1950                                                                   | Borussia Dortmund (3) | Osmifinále                      | VfB Stuttgart        |
| 1950 – 1951                                                                   | FC Schalke 04 (1)     | Skupina 1 (2. místo)            | 1. FC Kaiserslautern |
| 1951 – 1952                                                                   | Rot-Weiss Essen (1)   | Skupina 2 (2. místo)            | VfB Stuttgart        |
| 1952 – 1953                                                                   | Borussia Dortmund (4) | Skupina 2 (2. místo)            | 1. FC Kaiserslautern |
| 1953 – 1954                                                                   | 1. FC Köln (1)        | Skupina 2 (2. místo)            | Hannover 96          |
| 1954 – 1955                                                                   | Rot-Weiss Essen (2)   | Vítěz                           | Rot-Weiss Essen      |
| 1955 – 1956                                                                   | Borussia Dortmund (5) | Vítěz                           | Borussia Dortmund    |
| 1956 – 1957                                                                   | Borussia Dortmund (6) | Vítěz                           | Borussia Dortmund    |
| 1957 – 1958                                                                   | FC Schalke 04 (2)     | Vítěz                           | FC Schalke 04        |
| 1958 – 1959                                                                   | Westfalia Herne (1)   | Skupina 2 (3. místo)            | Eintracht Frankfurt  |
| 1959 – 1960                                                                   | 1. FC Köln (2)        | Finále                          | Hamburger SV         |
| 1960 – 1961                                                                   | 1. FC Köln (3)        | Skupina 2 (3. místo)            | 1. FC Norimberk      |
| 1961 – 1962                                                                   | 1. FC Köln (4)        | Vítěz                           | 1. FC Köln           |
| 1962 – 1963                                                                   | 1. FC Köln (5)        | Finále                          | Borussia Dortmund    |
| • V roce 1963 se kluby Mistrovství NSR dohodly na založení Fußball-Bundesligy |                       |                                 |                      |